# Svømmeklubben KVIK, Kastrup
Svømmeklubben KVIK, Kastrup (til daglig blot KVIK Kastrup eller KVIK) er en dansk svømmeklub, som har hjemme i Tårnby Kommune på Amager. Klubben blev stiftet d. 1. oktober 1933.

## Kendte elitesvømmere fra KVIK
- Jeanette Ottesen
- Berit Puggaard
- Sophia Skou
- Eva Zachariassen (stillede op for KVIK i en periode)